# Acanthomigdolus quadricollis
Acanthomigdolus quadricollis là một loài bọ cánh cứng trong họ Cerambycidae.